# Мінеральна асоціація
Мінеральна асоціація (рос. минеральная ассоциация, англ. mineral association; нім. Mineralassoziation f) – сукупність всіх мінералів, присутніх в даній ділянці земної кори. 
М.а. – ширше поняття, ніж парагенезис мінералів, що включає мінерали, об’єднані спільними умовами виникнення. М.а. – будь-яке поєднання мінералів у природі.